# Struer (obec)
Struer Kommune je dánská komuna v regionu Midtjylland. Vznikla roku 2007 po dánských strukturálních reformách. Zaujímá oblast 245,9 km², ve které v roce 2017 žilo 21 347 obyvatel.
Centrem kommune je město Struer.

## Sídla
Ve Struer Kommune se nachází 10 obcí.
| Sídla      | Obyvatel (2017) |
| ---------- | --------------- |
| Asp        | 349             |
| Bremdal    | 1 756           |
| Hjerm      | 1 103           |
| Humlum     | 861             |
| Hvidbjerg  | 1 151           |
| Linde      | 396             |
| Struer     | 10 375          |
| Resenstad  | 287             |
| Uglev      | 202             |
| Vejrumstad | 202             |